# À Paris tous les deux
Pour plus de détails, voir Fiche technique et Distribution.
À Paris tous les deux (titre américain : Paris Holiday) est un  film franco-américain réalisé par Gerd Oswald en 1957, sorti en 1958.

## Synopsis
Le comédien américain Robert Hunter et l'artiste français Fernandel font connaissance sur le bateau Île-de-France qui fait route vers Le Havre. Venu à Paris pour y rencontrer Vitry, le célèbre dramaturge français, Hunter en compagnie de Fernandel, se trouve mêlé à son assassinat. Les deux hommes ayant découvert une puissante association de redoutables faux monnayeurs, entament une mémorable poursuite dont ils sortiront les vainqueurs.

## Fiche technique
- Réalisation : Gerd Oswald
- Scénario : D'après une idée de Bob Hope
- Adaptation : Edmond Beloin, Dean Riesner
- Dialogues : Edmond Beloin, Bob Hope, Jean Manse
- Assistant réalisateur : Paul Feyder
- Photographie : Roger Hubert
- Cadreur : Adolph Charlet
- Montage : Ellsworth Hoagland
- Décors : Georges Wakhévitch, assisté de René Calviera, René Petit, Jean Taillandier
- Musique : Joseph J. Lilley
- Son : Robert Biard, assisté de Francis J. Scheid
- Coiffures : Alex Archambault
- Maquillage : Hagop Arakélian, Boris Karabanoff
- Costumes : Pierre Balmain, assisté de Gladys de Segonzac
- Conseiller aérien : Capitaine John Crewdson
- Cascades de Gil Delamare, assisté de John Crewdson
- Production : Les Artistes Associés, Tolda
- Chef de production : Bob Hope
- Producteur associé : C.R Foster-Kemp
- Producteur superviseur : Fred Surin
- Pellicule 35 mm, couleur par Technicolor, Technirama
- Tournage du 15 avril à mai 1957 à New York et Paris
- Pays de production :  États-Unis / France
- Langue d'origine : anglais
- Durée : 103 minutes
- Genre : Comédie
- Dates de sortie : 
  - Royaume-Uni : 27 février 1958 à Londres
  - France : 23 avril 1958 à Paris

## Distribution
- Fernandel : Fernydel, l'artiste français
- Bob Hope : Robert Leslie Hunter
- Martha Hyer : Ann Mc Call
- Anita Ekberg : Zara
- Preston Sturges : Serge Vitry, le dramaturge
- André Morell : L'ambassadeur américain
- Alan Gifford : Le consul américain
- Maurice Teynac : Le docteur Bernais
- Yves Brainville : L'inspecteur Dupont
- Marcel Perès : Un garde de l'institut
- Jean Murat : Le juge
- Roger Tréville : Un patient
- Irène Tunc : La jolie femme du bateau
- Hans Verner : Un gangster
- Paul Violette : Un garde de l'institut
- Jean Daurand
- Gil Delamare